# 미스터 팡
미스터 팡(1976년 5월 20일~)은 대한민국 배우이자 가수이다. 초등학교 6학년 때부터 대학교 1학년 때까지 유도 선수로 지내다가 2007년 제17회 KBS목포가요제’ 대상을 수상하였고, 2010년 '누나 한잔해’라는 트로트 곡으로 데뷔하였다.

## 연기 활동

### 영화
- 2013년 《창수》 ... 나이트클럽사장 역
- 2017년 《우리들의 일기》 ... 나이트클럽 MC 역
- 2017년 《중독노래방》 ... 점박이 역
- 2017년 《로마의 휴일》 ... 태전 역
- 2018년 《게이트》 ... 면접관 1 역
- 2021년 《자산어보》...형리역

### 드라마
- 2018년 JTBC 월화드라마 《미스 함무라비》 ... 김대표 역
- 2019년 MBC 수목드라마 《봄이 오나 봄》 ... 유도리 역
- 2019년 SBS 금토드라마 《열혈사제》 ... 박재범 사장 역

## 방송 활동
- 2014년 mnet 트로트엑스
- Y-STAR 순발력 MC
- I-NET 아파트를 열어라
- KBS 개그콘서트
- KBS전국노래자랑
- KBS 스타골든벨
- SBS 도전천곡
- SBS 판타스틱듀오
- KBS 6시 내고향

## 음반
- 2006년 그 곳으로
- 2010년 누나 한잔해
- 2012년 쌩유 베리 감사
- 2013년 뜨거운 사랑
- 2017년 사랑은 미친짓이야

## 수상
- 2007년 제17회 KBS 목포가요제 대상 수상